# Saltos ornamentais no Campeonato Europeu de Esportes Aquáticos de 2014 - Plataforma 10 m individual masculino
A prova da plataforma 10 m individual masculino dos saltos ornamentais no Campeonato Europeu de Esportes Aquáticos de 2014 foi realizada no dia 23 de agosto em Berlim, na Alemanha. 

## Calendário
| Fase       | Data         | Hora  |
| ---------- | ------------ | ----- |
| Preliminar | 23 de agosto | 10:00 |
| Final      | 23 de agosto | 14:00 |

Todos os horários estão no horário local (UTC+1)

## Medalhistas
| Ouro                  | Prata           | Bronze             |
| Viktor Minibaev (RUS) | Tom Daley (GBR) | Sascha Klein (GER) |

## Resultados
Esses foram os resultados da competição.
| Pos.              | Saltador            | Nacionalidade | Preliminar | Preliminar | Final  | Final |
| Pos.              | Saltador            | Nacionalidade | Pontos     | Pos.       | Pontos | Pos.  |
| ----------------- | ------------------- | ------------- | ---------- | ---------- | ------ | ----- |
| Medalha de ouro   | Viktor Minibaev     | Rússia        | 517.90     | 1          | 586.10 | 1     |
| Medalha de prata  | Tom Daley           | Reino Unido   | 502.25     | 3          | 535.45 | 2     |
| Medalha de bronze | Sascha Klein        | Alemanha      | 512.10     | 2          | 530.90 | 3     |
| 4                 | Patrick Hausding    | Alemanha      | 453.90     | 4          | 515.40 | 4     |
| 5                 | Nikita Shleikher    | Rússia        | 431.05     | 5          | 464.50 | 5     |
| 6                 | Vadim Kaptur        | Bielorrússia  | 408.15     | 8          | 431.15 | 6     |
| 7                 | Francesco Dell'Uomo | Itália        | 413.10     | 7          | 422.50 | 7     |
| 8                 | Oleksandr Bondar    | Ucrânia       | 427.95     | 6          | 419.55 | 8     |
| 9                 | Benjamin Auffret    | França        | 385.30     | 10         | 403.15 | 9     |
| 10                | Cătălin Cozma       | Roménia       | 365.30     | 11         | 400.35 | 10    |
| 11                | Jesper Tolvers      | Suécia        | 388.40     | 9          | 397.30 | 11    |
| 12                | James Denny         | Reino Unido   | 357.30     | 12         | 311.60 | 12    |
| 13                | Espen Valheim       | Noruega       | 334.85     | 13         |        |       |
| 14                | Lois Szymczak       | França        | 333.90     | 14         |        |       |
| 15                | Krisztián Somhegyi  | Hungria       | 333.20     | 15         |        |       |